# جيونغ سانغ بين
جيونغ سانغ بين (مواليد 1 أبريل 2002) هو لاعب كرة قدم كوري جنوبي يلعب كمهاجم في نادي غراسهوبر زيوريخ.